# مايلز بوني (لاعب كرة قدم)
مايلز بوني (بالإنجليزية: Myles Boney)‏ هو لاعب كرة قدم بريطاني في مركز حراسة المرمى، ولد في 1 فبراير 1998 في بلاكبول في المملكة المتحدة. لعب مع نادي بلاكبول.